# 駒村吉重
駒村 吉重（こまむら きちえ、1968年 - ）は日本のノンフィクション作家である。

## 経歴
- 長野県生まれ。長野県長野南高等学校、帝京大学経済学部卒業。
- 大学時代は帝京大学空手道部に所属[1]。
- 地方新聞記者、建設現場作業員などいくつかの職を経て、1997年から1年半モンゴルに滞在[1]。帰国後から取材・執筆活動に入る。月刊誌《新潮45》に作品を寄稿。
- 2003年『ダッカに帰る日』（集英社）で第1回開高健ノンフィクション賞優秀賞を受賞[2]。
- 2007年『煙る鯨影』（小学館）で第14回小学館ノンフィクション大賞を受賞[3]。

## 著作
- ダッカへ帰る日　故郷を見失ったベンガル人（集英社）2003
- 父から「外人部隊」の息子へ（新潮社）2004
- 煙る鯨影（小学館）2008
- 君は隅田川に消えたのか―藤牧義夫と版画の虚実（講談社）2011
- 山靴の画文ヤ辻まことのこと（山川出版社）2013
- おぎにり（未知谷）2018